# Géza Kalocsay
Géza Kalocsay (* 13. Mai 1913 in Beregszász, Österreich-Ungarn; † 26. September 2008 in Budapest, Ungarn) war ein tschechoslowakisch-ungarischer Fußballspieler und Fußballtrainer, der für die Nationalmannschaften beider Länder zum Einsatz kam.

## Vereinskarriere
Kalocsay startete seine Fußballlaufbahn in seiner transkarpatischen Heimatstadt, die nach dem Ersten Weltkrieg zur Tschechoslowakei gehörte. 1932 zog er nach Prag, um an der Karls-Universität Rechtswissenschaften zu studieren und schloss sich der Sparta an. Dort spielte der Linksaußenstürmer in einer Angriffsreihe mit Raymond Braine, Oldřich Nejedlý und Ferdinand Faczinek. Der großgewachsene und antrittschnelle Spieler war insbesondere für seine präzisen Hereingaben bekannt. Dreimal in Folge wurde die Mannschaft Vizemeister, jeweils hinter Slavia Prag. 1934 holte die Sparta den Cuptitel, wobei Kalocsay jedoch nicht in der Finalelf stand. 1935 erreichten die Prager mit Siegen über den First Vienna FC, den AC Fiorentina und den Juventus FC das Finale im Mitropacup, wo man auf den Ferencváros FC traf. Nach einem 1:2 in Budapest konnte die Sparta mit einem 3:0 im Heimspiel noch das Ergebnis drehen und den Titel holen. In der folgenden Saison konnte Kalocsay dann auch den ersten nationalen Meistertitel feiern.
1937 wechselte der Stürmer in die französische Division 1 zu Olympique Lille. In seinen beiden Saisonen beim Verein konnten jeweils Plätze in oberen Mittelfeld der Tabelle erreicht werden, Höhepunkt seiner Zeit in Frankreich war das Erreichen des Finales im Coupe de France 1938/39, wo man auf den RC Paris traf. Nachdem Kalocsay zum zwischenzeitlichen 1:1 ausgeglichen hatte, ging das Finale schließlich mit 1:3 verloren.
Der Spieler verließ danach den Verein und unterschrieb beim ungarischen Kispesti AC. Nach einem Jahr wechselte er zu Ferencváros, wo er mit György Sárosi und Gyula Lázár zusammenspielte und 1941 den Meistertitel gewann. Seine aktive Karriere beendete er beim Újpest FC.

## Nationalteam
Sein Debüt in der tschechoslowakischen Nationalmannschaft gab Kalocsay im April 1933 bei einem 2:1-Sieg gegen Österreich. Im Jahr 1934 gehörte er dem Kader der Nationalmannschaft bei der Weltmeisterschaft 1934 an, kam aber bei dem Turnier, wo sich seine Mannschaft erst in der Verlängerung des Finales den Italienern geschlagen geben musste, nicht zum Einsatz, da die Position des Linksaußens fest mit Antonín Puč besetzt war. 1935 kam Kalocsay noch zu zwei weiteren Einsätzen, zuletzt im September bei einem 0:1 gegen Ungarn.
Während seiner Zeit bei Ferencváros bestritt Kalocsay 1940 auch zwei Spiele für Ungarn, nämlich ein 3:0 gegen die Schweiz und ein 2:2 gegen Deutschland.

## Karriere als Trainer
Kalocsays Trainerlaufbahn begann nach dem Zweiten Weltkrieg bei unterklassigen Vereinen wie Nyíregyházi Madisz, Pápai Perutz und Debreceni Dózsa. Danach war er Trainer bei Debreceni Lokomotív und betreute 1953 mit Szegedi Honvéd erstmals einen Erstligisten. Nach Stationen bei Vasas Izzó und Pécsi Dózsa trat er 1957 sein erstes Auslandsengagement an und wurde Betreuer von Partizan Belgrad. Nach zwei Vizemeistertiteln wechselte er 1959 zu Standard Lüttich, wo er 1961 den Meistertitel gewann.
Danach kehrte er nach Ungarn zurück, wo er mit Újpest 1962 das Halbfinale des Europacups der Cupsieger erreichte. 1963 ging er nach Algerien und betreute zwei Jahre lang den NA Hussein Dey. Seine nächste Station war Górnik Zabrze in Polen, wo er einen Meistertitel und zwei Cupsiege erreichte.
Mit Ferencváros wurde er 1971 Vizemeister, danach folgten Stationen beim Videoton SC und MTK Budapest. Ab 1975 arbeitete er als Nationaltrainer in Pakistan, danach übernahm er den Trainerposten bei al Ahly Kairo, wo er zum Abschluss seiner Karriere noch zwei Meistertitel und den afrikanischen Meistercup holte.

## Erfolge
- 1× Vizeweltmeister: 1934
- 1× Mitropacupsieger: 1935
- 1× Sieger im afrikanischen Meistercup: 1982 (als Trainer)
- 1× Semifinale Cup der Cupsieger: 1962 (als Trainer)
- 1× tschechoslowakischer Meister: 1936
- 1× ungarischer Meister: 1941
- 1× belgischer Meister: 1961 (als Trainer)
- 1× polnischer Meister: 1967 (als Trainer)
- 2× ägyptischer Meister: 1981, 1982 (als Trainer)
- 1× tschechoslowakischer Cupsieger: 1936
- 2× polnischer Cupsieger: 1968, 1969 (als Trainer)
- 1× ägyptischer Cupsieger: 1981 (als Trainer)
- 3 Länderspiele für die tschechoslowakische Fußballnationalmannschaft
- 2 Länderspiele für die ungarische Fußballnationalmannschaft

| Personendaten    | Personendaten                                                    |
| ---------------- | ---------------------------------------------------------------- |
| NAME             | Kalocsay, Géza                                                   |
| KURZBESCHREIBUNG | ungarischer und tschechoslowakischer Fußballspieler und -trainer |
| GEBURTSDATUM     | 13. Mai 1913                                                     |
| GEBURTSORT       | Beregszász, Österreich-Ungarn                                    |
| STERBEDATUM      | 26. September 2008                                               |
| STERBEORT        | Budapest, Ungarn                                                 |